# Förvisningen
Förvisningen (ryska: Изгнание, Izgnanije) är en rysk dramafilm från 2007 i regi av Andrej Zvjagintsev, med Konstantin Lavronenko och Maria Bonnevie i huvudrollerna. Den handlar om en man som besöker sitt barndomshem tillsammans med sin fru och deras två barn, och där får veta att frun är gravid med en annan mans barn. Filmen bygger löst på romanen The Laughing Matter från 1953 av William Saroyan. Lavronenko vann priset för bästa skådespelare vid filmfestivalen i Cannes, där filmen hade premiär.

## Medverkande
- Konstantin Lavronenko – Alexander
- Maria Bonnevie – Vera
- Aleksandr Baluev – Mark
- Dmitrij Uljanov – Robert
- Vitalij Kisjtjenko – läkare
- Maksim Sjibajev – Kir
- Jekaterina Kulkina – Eva
- Jelena Ljaboda – Veras röst

## Tillkomst
Filmen tog tre år att göra. Manuset bygger löst på William Saroyans roman The Laughing Matter från 1953 och hade ursprungligen mycket dialog, men Zvjagintsev blev missnöjd under provfilmningarna och strök stora delar av dialogen. Inspelningen tog 103 dagar och skedde i Frankrike, Belgien, Moldavien och Ryssland. Tiden och platsen i filmen är medvetet diffus och blandar drag från olika delar av Europa.

## Utgivning
Filmen hade premiär vid filmfestivalen i Cannes 2007, där Lavronenko fick priset för bästa skådespelare. Den släpptes i Ryssland 4 oktober 2007. I Sverige gick den upp på bio 23 november samma år.

## Mottagande
Carl-Johan Malmberg skrev i Svenska Dagbladet: "Det är en märklig film, på många sätt beundransvärd, men också monoton i det plågsamma grepp den tar på åskådaren. [...] Spänningen ligger i såväl yttre som inre skeenden; vi är nära kammarspelens Bergman och familjeberättaren Tarkovskij, fast med enklare, ibland subtilare medel." Malmberg gav filmen högsta betyg och kallade den "en cinematografisk poesi utan motstycke i dagens filmkultur".